# Comando e controle

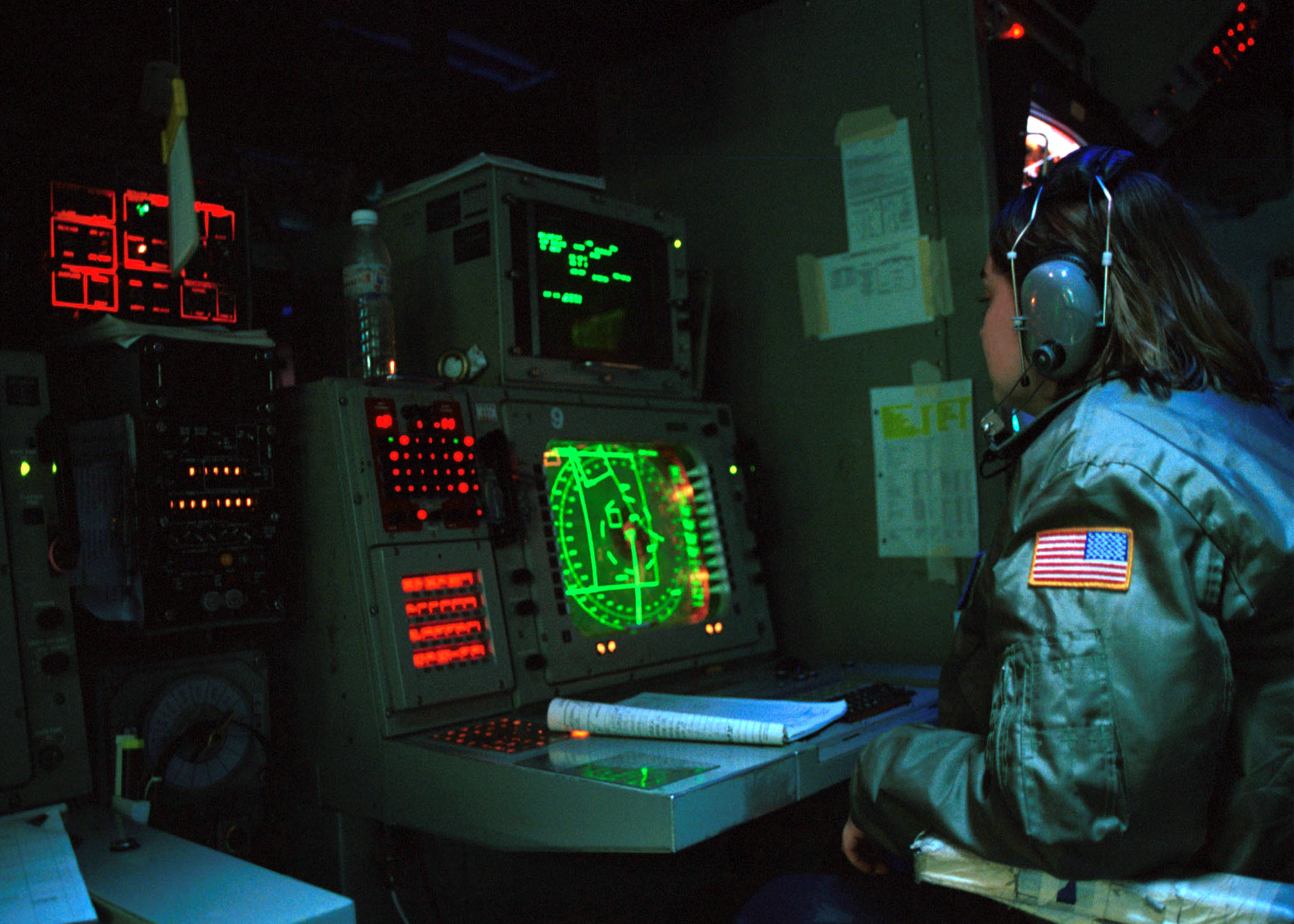
Uma vigia em seu posto de Comando e Controle (C²) no centro de informações de combate (CIC) do navio de guerra USS Carl Vinson, 2001.

Comando e Controlo (do inglês: Command and control, C²) é, no ambiente militar, o exercício da autoridade e a liderança e o acompanhamento, pelo comando operacional expressamente designado, sobre as forças designadas para cumprir a missão.

## Conceito
O Comando executa funções de comando e controle por meio de um Sistema de C². Esta definição implica várias conclusões:
- O centro de Comando e Controle é o chefe da operação (comando). O chefe da operação avalia a situação, toma decisões e direciona ações.
- O objetivo do Comando e Controle é a realização da missão. O principal critério para o sucesso do Comando e Controle é como ele contribui para atingir o objetivo. Outros critérios podem incluir o posicionamento da força para operações futuras e o uso mais eficaz dos recursos.
- O Comando e Controle é orientado à força, dando suporte ao combate e às funções de combate. Em outras palavras, as forças são objeto do Comando e Controle.
- O Comando exerce autoridade e direção das forças estabelecendo relações de comando e apoio.
- O Comando deve dedicar e organizar os recursos para exercer o Comando e Controle. O Comando usa esses recursos para planejar e avaliar continuamente as operações para as quais a Força se prepara e executa.
- O Sistema de Comando e Controle gerencia informações para produzir e disseminar um Quadro Operacional Comum (em inglês:  Common Operational Picture, COP) para o Comando, seu Estado-Maior e forças subordinadas.
- O Sistema de Comando e Controle auxilia o líder da operação na liderança e monitoramento de forças, fornecendo informações sobre sua execução.

## Siglas Militares
A Sigla C², utilizada desde a época da Guerra Fria, evoluiu para: C3I (Comando, Controle, Comunicações e Inteligência); C4I (inclusão de Computador); e posteriormente para C4ISTAR (Command, Control, Communications, Computer, Intelligence, Surveillance, Target Acquisition, Reconnaissance) no Reino Unido ou C4ISTR nos Estados Unidos da América, agregando os termos vigilância, aquisição de dados e reconhecimento.